# Gerani (Rethymno)
Gerani (griechisch Γεράνι [ʝɛˈrani] (n. sg.)) ist eine Ortsgemeinschaft im Gemeindebezirk Nikiforos Fokas der Gemeinde Rethymno auf der griechischen Mittelmeerinsel Kreta.

## Lage
Gerani liegt etwa 7 Kilometer westlich von Rethymno. Das Dorf liegt auf einem nordwärts ausgerichteten Rücken in etwa 90 Meter Höhe. Östlich des Dorfes verläuft die Vederi-Schlucht (Farangi Vederon Φαράγγι Βεδέρων), nördlich entlang der Küste die Autobahn 90. Der nächstgelegene Ort Atsipopoulo liegt etwa 3,5 Kilometer östlich, die Küstensiedlung Petres etwa 3 Kilometer westlich.

## Geschichte
Die Landgemeinde Gerani (Κοινότητα Γερανίου Kinotita Geraniou) existierte von 1932 bis 1997. Die Küstensiedlung Petres wurde 1991 anerkannt. Mit der Umsetzung der Gemeindereform nach dem Kapodistrias-Programm im Jahr 1997 erfolgte die Fusion mit 13 weiteren Landgemeinden zur Gemeinde Nikiforos Fokas (Δήμος Νικηφόρου Φωκά). Diese wiederum ging im Rahmen der Verwaltungsreform 2010 in der Gemeinde Rethymno auf, wo Gerani seitdem den Status einer Ortsgemeinschaft hat.
Einwohnerentwicklung von Gerani
| Name   | 1913 | 1920 | 1928 | 1940 | 1951 | 1961 | 1971 | 1981 | 1991 | 2001 | 2011 |
| ------ | ---- | ---- | ---- | ---- | ---- | ---- | ---- | ---- | ---- | ---- | ---- |
| Gerani | 314  | 277  | 345  | 401  | 389  | 375  | 367  | 370  | 439  | 613  | 821  |
| Petres |      |      |      |      |      |      |      |      | 63   | 84   | 62   |
| Gesamt | 314  | 277  | 345  | 401  | 389  | 375  | 367  | 370  | 502  | 697  | 883  |

## Sehenswürdigkeiten
Höhle von Gerani
Die Höhle von Gerani liegt Nahe der Nationalstraße Chania-Rethymno auf Höhe der Brücke am nordöstlichen Dorfende. Sie wurde zufällig 1969 beim Bau der Nationalstraße entdeckt; der Zugang entstand im Zuge von Sprengarbeiten zum Straßenbau. Während der Erkundung konnte der ursprüngliche Höhleneingang von innen nachgewiesen werden. Er wurde zum Ende der späten Jungsteinzeit verschlossen. Die Stratigraphie vom Frühneolithikum II bis zum Spätneolithikum ist ausgezeichnet erhalten. Vermutlich wurde die Höhle nur sporadisch in Verbindung mit landwirtschaftlichem Anbau, Tierhaltung und Fischfang bewohnt. Älteste Funde sind Fossilien einer Herde der endemischen pleistozänen Hirschart Candiacervus ropalophorus sowie des Megaloceros cretensis. Die Höhle besteht aus sechs Räumen mit einer Gesamtfläche von 1200 Quadratmetern. Fünf Räume folgen hintereinander, sie sind gegenseitig durch große Stalaktiten und Stalagmiten abgetrennt. Die sechste Kammer liegt rechts parallel zur ersten, hier befand sich ehemals der natürliche Höhleneingang.

## Regelmäßige Veranstaltungen
Am Kathara Deftera dem griechischen Rosenmontag findet im Dorf der Kamelumzug (Παρέλαση της Καμήλας) statt.

## Sonstiges
Die öffentliche Busse des KTEL-Verbundes bedienen täglich außer an Wochenenden drei Verbindungen zwischen Gerani und Rethymno.